# AFK Atlantic Lázně Bohdaneč
AFK Atlantic Lázně Bohdaneč (celým názvem: Atleticko-fotbalový klub Atlantic Lázně Bohdaneč) byl český fotbalový klub, který sídlil v Lázních Bohdaneč v Pardubickém kraji. Založen byl v roce 1918 pod názvem SK Bohdaneč. Vzestup klubu nastal v 90. letech, kdy vybojoval několik postupů v řadě a postoupil až do nejvyšší soutěže. Poté ale majiteli klubu Jiřímu Novákovi postupně došly peníze a klub okamžitě z Gambrinus ligy sestoupil. Před sezónou 2000/01 se klub AFK Atlantic Lázně Bohdaneč sloučil se Slovanem Pardubice do klubu FK AS Pardubice. Fotbalová činnost v Lázních Bohdaneč byla obnovena až v roce 2011 po vytvoření SK Lázní Bohdaneč, který se považuje za pokračovatele víc než jedenáct let zaniklého celku. Klubové barvy byly tmavě modrá a bílá.
Své domácí zápasy odehrával na stadionu Na Baště v Lázních Bohdaneč.

## Historické názvy klubu
Zdroj: 
Původní klub
- 1918 – SK Bohdaneč (Sportovní klub Bohdaneč)
- 1920 – AFK Bohdaneč (Atleticko-fotbalový klub Bohdaneč)
- 1948 – TJ Sokol Bohdaneč (Tělovýchovná jednota Sokol Bohdaneč)
- 196? – TJ Sokol Lázně Bohdaneč (Tělovýchovná jednota Sokol Lázně Bohdaneč)
- 1992 – AFK Atlantic Lázně Bohdaneč (Atleticko-fotbalový klub Atlantic Lázně Bohdaneč)
- 2000 – fúze se Slovanem Pardubice ⇒ FK AS Pardubice
- 2000 – zánik

Krátce existující klub po zániku AFK ALB
- 2002 – AFK Atlantic Slovany-Lázně Bohdaneč (Atleticko-fotbalový klub Atlantic Slovany-Lázně Bohdaneč)
- 2003 – zánik

Nový klub
- 2011 – SK Lázně Bohdaneč (Sportovní klub Lázně Bohdaneč)

## Umístění v jednotlivých sezonách
Stručný přehled
Zdroj: 
- 1993–1994: I. A třída Východočeského kraje – sk. B
- 1994–1995: Divize C
- 1995–1996: Česká fotbalová liga
- 1996–1997: 2. liga
- 1997–1998: 1. liga
- 1998–2000: 2. liga

Jednotlivé ročníky
Zdroj: 
Legenda: Z - zápasy, V - výhry, R - remízy, P - porážky, VG - vstřelené góly, OG - obdržené góly, +/- - rozdíl skóre, B - body, červené podbarvení - sestup, zelené podbarvení - postup, fialové podbarvení - reorganizace, změna skupiny či soutěže
| Česko (1993 – 2000) |                                         |        |    |    |    |    |    |    |     |    |        |
| Sezóna              | Liga                                    | Úroveň | Z  | V  | R  | P  | VG | OG | +/- | B  | Pozice |
| 1993/94             | I. A třída Východočeského kraje – sk. B | 6      | 26 | 18 | 8  | 0  | 67 | 16 | +51 | 44 | 1.     |
| 1994/95             | Divize C                                | 4      | 30 | 24 | 5  | 1  | 68 | 19 | +49 | 77 | 1.     |
| 1995/96             | Česká fotbalová liga                    | 3      | 34 | 25 | 7  | 2  | 82 | 21 | +61 | 82 | 1.     |
| 1996/97             | 2. liga                                 | 2      | 30 | 14 | 10 | 6  | 39 | 21 | +18 | 52 | 2.     |
| 1997/98             | Gambrinus liga                          | 1      | 30 | 2  | 5  | 23 | 18 | 61 | -43 | 11 | 16.    |
| 1998/99             | 2. liga                                 | 2      | 30 | 9  | 10 | 11 | 25 | 32 | -7  | 37 | 7.     |
| 1999/00             | 2. liga                                 | 2      | 30 | 11 | 10 | 9  | 36 | 33 | +3  | 43 | 6.     |

## Slavní hráči AFK Atlantic Lázně Bohdaneč[7]
- Luboš Kubík
- Marek Heinz
- Marek Kulič
- Michal Meduna
- Martin Pulpit (trenér)
- Jiří Valta
- Rostislav Macháček
- Marek Trval
- Petr Kostelník
- Jaroslav Schindler
- Jiří Kaufman
- Vítězslav Rejmon
- Jaromír Plocek
- Martin Svědík
- Milan Šmarda (trenér)
- Luděk Zajíc (trenér)
- Jiří Dunaj (trenér)
- Václav Winter

## Galerie

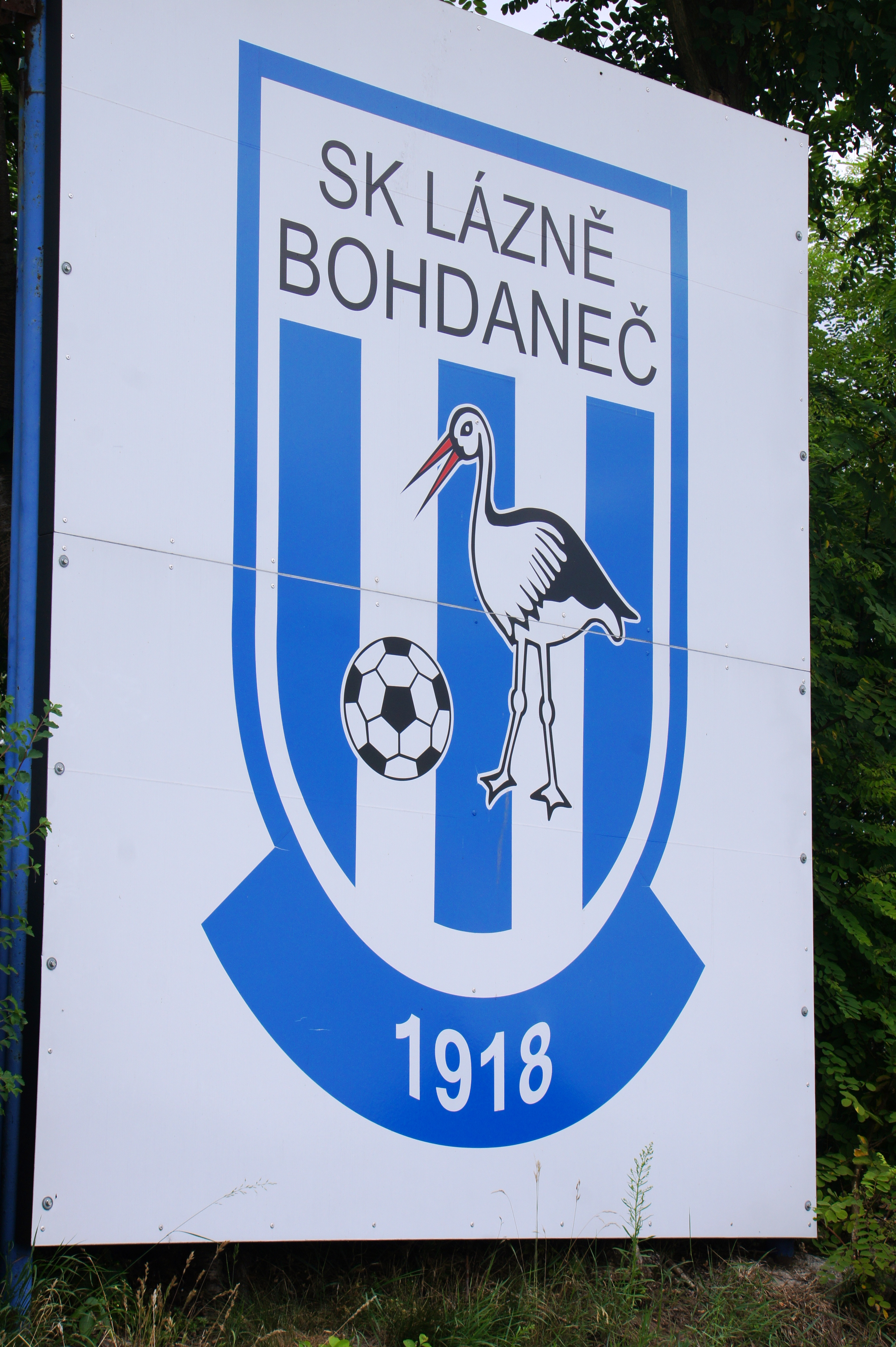
Znak SK Lázně Bohdaneč na místním stadionu (2018)